# アルバート・バンデューラ
アルバート・バンデューラ（Albert Bandura 1925年12月4日 - 2021年7月26日）は、自己効力感や社会的学習理論で知られるカナダ人心理学者。
カナダのブリティッシュコロンビア大学を卒業後、1952年、アイオワ大学にて博士号を取得。アメリカのスタンフォード大学の心理学教授を長く務め、1974年には、アメリカ心理学会会長も務めた。
1950年代後半、当時優勢であった行動主義学習理論の中で、社会的学習理論（モデリングによる学習）を提唱したことでも知られる。従来の学習理論が、学習する個体（人間や動物）自身の経験を前提としていたのに対し、学習が他の個体の行動を観察することによっても成り立つことを実証し、新たな理論づけを行った。
1990年代に提唱された自己効力感についての理論は心理学にとどまらず、教育学や社会学にも大きな影響を与えた。
2002年の調査では、バンドゥーラはバラス・スキナー、ジークムント・フロイト、ジャン・ピアジェに続き4番目に多く引用される心理学者であり、存命中の人物の中ではトップである。バンドゥーラは、存命中の心理学者で最も偉大な人物であり、そして史上最も影響力のある心理学者のひとりとされる。

## ボボ人形実験

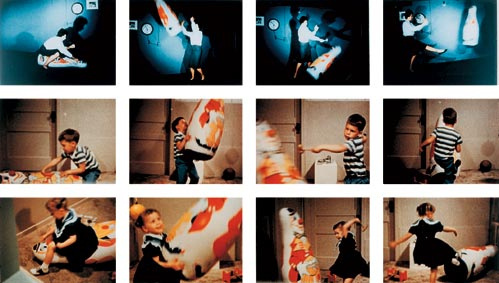
ボボ人形実験

子供たちを実験群と対照群の2つのグループに分け、実験群の子供たちにはおもちゃの部屋で1人の大人が風船のように膨らませた「ボボ人形」に乱暴しているのを見せる。対照群の子供たちには普通に大人が遊んでいるのを見せる。その後各グループの子供たちを1人ずつおもちゃの部屋の中に入れ、その様子をフィルムで撮影する。
結果、実験群の子供たちは対照群の子供たちに比べて目に見えて攻撃的だった。この実験からこどもは明らかな強化を与えなくてもモデルの行動を自発的に模倣することが分かった。

## 主な受賞歴
1990年にはその学問的功績に対し、ウィリアム・ジェームズ賞を、また2004年には幅広い応用分野での功績に対し、ジェームズ・マキーン・キャッテル賞を、アメリカ心理学協会から受賞している。2015年アメリカ国家科学賞受賞。

## 主要な著作
- Bandura, A. (1997). Self-efficacy: the exercise of control. New York: W.H. Freeman.
  - 『激動社会の中の自己効力』金子書房、1997年。ISBN 4760822836
- Bandura, A. (1986). Social Foundations of Thought and Action: A Social Cognitive Theory|. Englewood Cliffs, N.J.: Prentice-Hall.
- Bandura, A., & Walters, R.H. (1959). Adolescent Aggression. Ronald Press: New York.
- Bandura, A. (1962). Social Learning through Imitation. University of Nebraska Press: Lincoln, NE.
- Bandura, A. (1969). Principles of behavior modification. New York: Holt, Rinehart and Winston.
- Bandura, A. (1971). Psychological modeling: conflicting theories. Chicago: Aldine·Atherton.
  - 『モデリングの心理学－観察学習の理論と方法』金子書房、1985年。ISBN 4760834044
- Bandura, A. (1971). Social Learning Theory. General Learning Press, New York.[8]
  - 『人間行動の形成と自己制御－新しい社会的学習理論』金子書房、1974年。ISBN 4760830057
- Bandura, A. (1973). Aggression: a social learning analysis. Englewood Cliffs, N.J.: Prentice-Hall.
- Bandura, A. (1975). Social Learning & Personality Development. Holt, Rinehart & Winston, INC: NJ.
- Bandura, A., & Ribes-Inesta, Emilio. (1976). Analysis of Delinquency and Aggression. Lawrence Erlbaum Associates, INC: NJ.
- Bandura, A. (1977). Social Learning Theory. Englewood Cliffs, NJ: Prentice Hall.
  - 『社会的学習理論－人間理解と教育の基礎』金子書房、1979年。ISBN 4760825061